# Gonfaloniere

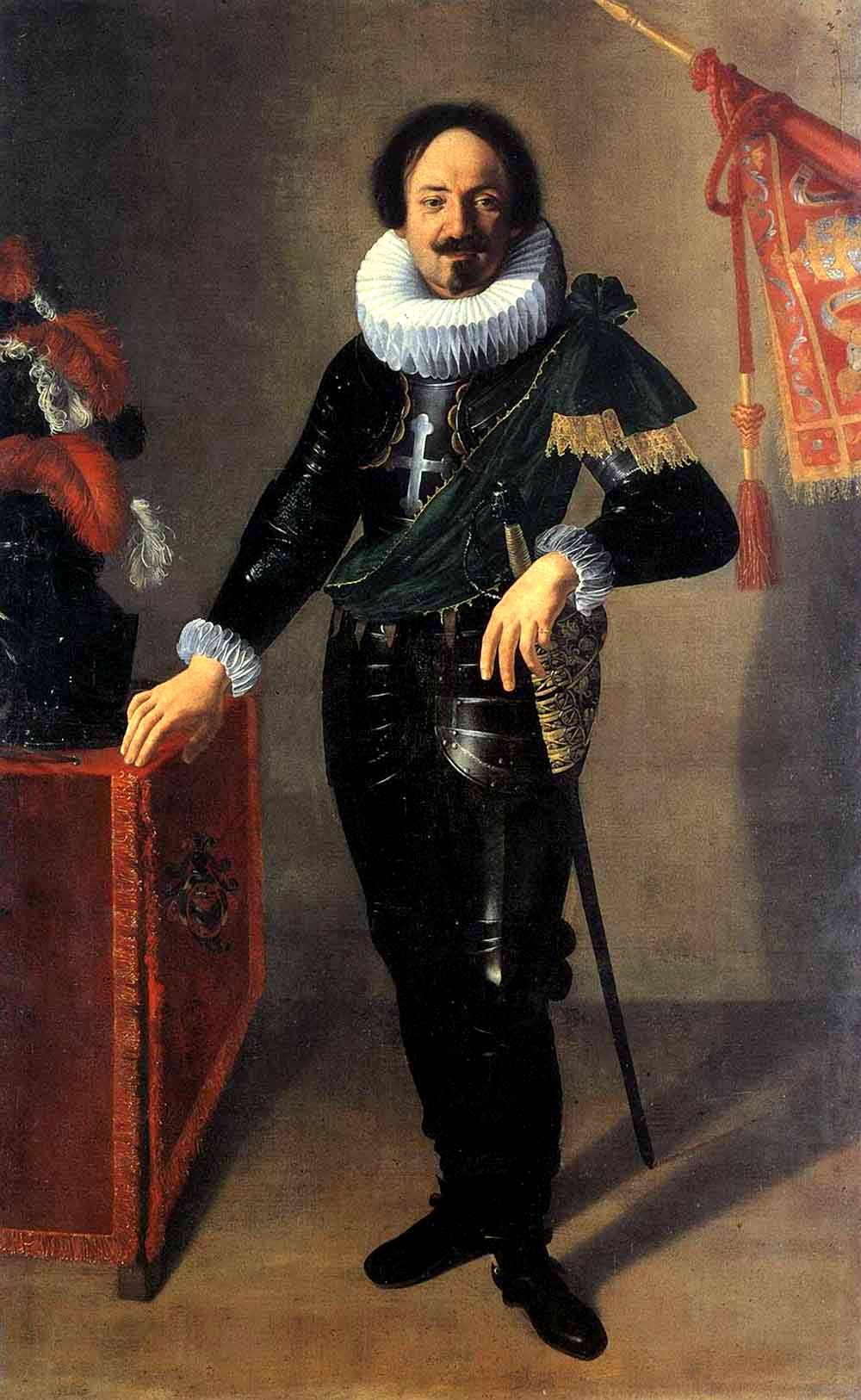
Pietro Gentile als Gonfaloniere von Bologna, im Hintergrund das Banner. Gemälde von Artemisia Gentileschi (1622). Zu dieser Zeit war die Ernennung zum Gonfaloniere nur noch eine Formalität.

Der Gonfaloniere („Bannerträger“, von it. gonfalone = Banner) war ein äußerst einflussreiches Amt in italienischen Gemeinden des Mittelalters und der Renaissance, insbesondere in Florenz. Gemeinden in Mittel- und Norditalien, von Spoleto bis zum Piemont, wählten gonfalonieri.
Ursprünglich war ein Gonfaloniere lediglich ein militärischer Kommandeur, was im Deutschen einem Fähnrich in seiner ursprünglichen Bedeutung entspricht. In einigen Gebieten Italiens erweiterte sich Funktion und Bedeutung eines Gonfaloniere, während er in anderen Herrschaftsbereichen auf militärische Funktionen beschränkt blieb.

## Der Gonfaloniere in Florenz
In Florenz war der Gonfaloniere das höchste Mitglied der Signoria. Die Signoria (Regierung) von Florenz bestand im engsten Kreis aus acht sogenannten Prioren. Drei von diesen stammten aus den mittleren Zünften und fünf aus den größeren Zünften (arti maggiori). Dazu trat als neuntes Mitglied der Gonfaloniere di Giustizia. Alle Prioren wurden nicht auf voll demokratische Art und Weise gewählt, sondern durch ein kompliziertes Verfahren ausgelost. Als Kontrollinstrument der regierenden Elite über ihresgleichen betrug ihre  Regierungszeit nur zwei Monate und sie waren erst nach drei Jahren wieder wählbar. Beschlüsse mussten mit Zweidrittelmehrheit gefällt werden.
Als Gonfalone di Giustizia ist er der „Bannerträger der Gerechtigkeit/Justiz“ und somit de jure Staatschef der Republik und Oberkommandierender der Streitkräfte. Als temporärer Standarten-Träger der Republik Florenz ist er auch Wächter des Stadtbanners, das am Querbalken eines Kruzifixes hing und bei Prozessionen mitgetragen wurde. Niccolò Machiavelli identifizierte den Gonfaloniere di Giustizia in seinem Werk Istorie fiorentine mit dem gonfalone und den von ihm kommandierten Soldaten. Von den anderen acht Mitgliedern der Signoria unterschied er sich durch seinen purpurfarbenen Mantel, der mit Hermelinfell besetzt und goldenen Kreuzen bestickt war. 
Zudem hatte jeder der 16 Stadtbezirke in Florenz (rioni) seinen eigenen priore, der für die Signoria zur Wahl stand, und seinen eigenen gonfaloniere di compagnia, der aus den ersten Familien jedes Viertels ausgewählt wurde.